# Auxylium

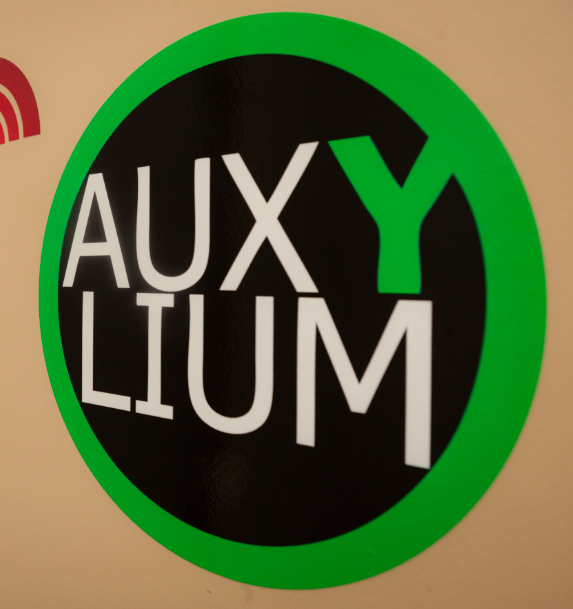
Logotype du système Auxylium

Auxylium (origine du nom inconnue) est le nom de code d’une technologie militaire développée par l’armée française et permettant d’utiliser des services numériques à très haut débit de manière sécurisée lors de missions critiques au travers de terminaux mobiles comme des smartphones ou des tablettes. Ce système permet notamment en cas de crise grave de se passer des réseaux de téléphonie mobile classiques.

## Histoire
Auxylium est un projet d’innovation participative lancé en 2012 par deux lieutenants de l’armée de Terre issus de l'École Militaire Interarmes. Le but est alors d’alléger le poids des systèmes numériques portés par les soldats tout en leur offrant des outils numériques sécurisés utiles à la conduite de leurs missions sur le terrain.
Le 28 mai 2014, l'inventeur du système, le lieutenant Jean-Baptiste Colas, reçoit le prix de l’Audace par le ministre de la Défense français, Jean-Yves Le Drian,.
En 2015, le système est évalué par une compagnie de combat par la Direction générale de l’Armement.
Le 9 mars 2016, la technologie Auxylium est citée par l'hebdomadaire économique français La Tribune comme l'un des dix grands travaux d'armement de l'Armée de terre pour l'année en cours.

## Système
La technologie Auxylium est construite en différents sous-systèmes complémentaires regroupant des services logiciels, des services d’accès à des réseaux de télécommunication chiffrés et des services concourant à la sécurité des communications entre ses utilisateurs.
Le sous-système logiciel est personnalisable par l’utilisateur et lui apporte diverses capacités pour conduire des missions de combat avec un accès à des conférences audio dédiées appelées « radio de combat », la mise à disposition de cartes militaires numériques géo-référencées, un canal d’identification ami-ennemi, un mur virtuel permettant de gérer des événements et d’autres applications comme une interface permettant le contrôle à distance d’objets connectés (drones, robots, véhicules, capteurs, fusil d’assaut…),. Enfin, le système dispose de son propre magasin d’applications mobiles.
Les sous-systèmes réseaux et sécurité des communications sont fondés sur l’usage d’un dispositif de sécurité et de chiffrement baptisé HELIUM qui permet d’exploiter l’ensemble des réseaux de télécommunication disponibles dans une zone donnée, qu’ils soient civils ou militaires, voire de créer son propre réseau,. Une des caractéristiques de ce dispositif est également de permettre le partage en réseau de ressources de calculs. 

## Domaines d’application
Le domaine d’application du système Auxylium, bien que militaire au départ, est en lien avec les forces de secours (pompiers) et les forces de sécurité comme la gendarmerie.
Les capacités de résilience et de très haut débit en mobilité du système permettent également d’envisager de le mettre en place pour communiquer à la suite de catastrophes naturelles.
Le système Auxylium est officiellement cité par la commission de la défense nationale et des forces armées comme déployé en urgence opérationnelle en tant que système de communication et d’information dans le cadre d'opérations antiterroristes. Ces opérations sont notamment menées au profit de la protection du territoire national (opération SENTINELLE). Auditionné lors de cette commission par la députée Patricia Adam, le général Charles Beaudouin précise que le système a vocation à pallier les réseaux téléphoniques classiques qui risquent d'être saturés en cas d'attentats multiples : « nous serons en mesure d’équiper nos soldats sur le terrain de smartphones à très haut débit mais dans une bulle totalement réservée à la défense et par conséquent non pénétrable par les réseaux Orange ou autres. »
Depuis novembre 2017, la technologie Auxylium assure la sécurité des communications du président de la République française, Emmanuel Macron. Son téléphone professionnel est ainsi doté de fonctions de sécurité et de chiffrement de niveau militaire.

## Sécurité
Les sources d’informations concernant les protocoles de cyber-protection employés par la technologie Auxylium sont à ce jour ténues et le système est actuellement très peu documenté par le Ministère de la Défense tant sur la partie technique que sur l’emploi qui en est fait par ses agents, même si les commandos Air en feraient déjà usage.
Une des qualités affichée de ce système est qu’il offre une appropriation rapide de la part des utilisateurs par l’emploi de matériels COTS modifiés et destinés à des usages précis, ce qui est une bonne alternative aux risques attachés au BYOD.